# Juana de Valois, condesa de Beaumont
Juana de Valois (1304-1363) fue hija de Carlos de Valois y su segunda esposa, Catalina de Courtenay, emperatriz titular de Constantinopla.
Su medio hermano Felipe de Valois fue rey de Francia. Alrededor de 1320 contrajo matrimonio con Roberto III de Artois, Conde de Beaumont-le-Roger y Señor de Conches. Tuvo siete hijos:
- Catalina de Artois (1319–1368)
- Luis de Artois (1320–1326/29)
- Juan de Artois (1321-1387), creado conde de Eu por Juan II de Francia
- Juana de Artois (1323-1324)
- Jaime de Artois (1325-1347)
- Roberto de Artois (1326-1347)
- Carlos de Artois (1328-1385), conde de Pezenas

Al exilio de su esposo, ella permaneció en Francia, su hermano la hizo prisionera a ella y a sus sobrinos hasta que Roberto volviera a dar cuentas de sus crímenes. Posteriormente sería liberada, pero se le arrebatarían todas las posesiones de su marido quedando sus hijos sin herencia alguna, lo que le valdría a su primogénito el apodo de Juan sin tierra.
- Datos: Q3087225
- Multimedia: Joan of Valois (1304–1363) / Q3087225